# 착한 사마리아인의 법

범례:
선한 사마리아인의 법
구출의무법
구출할 의무도 없고 선한 사마리아인 법도 없음
구조할 의무도 없고 선한 사마리아인 법에 관한 자료도 없음

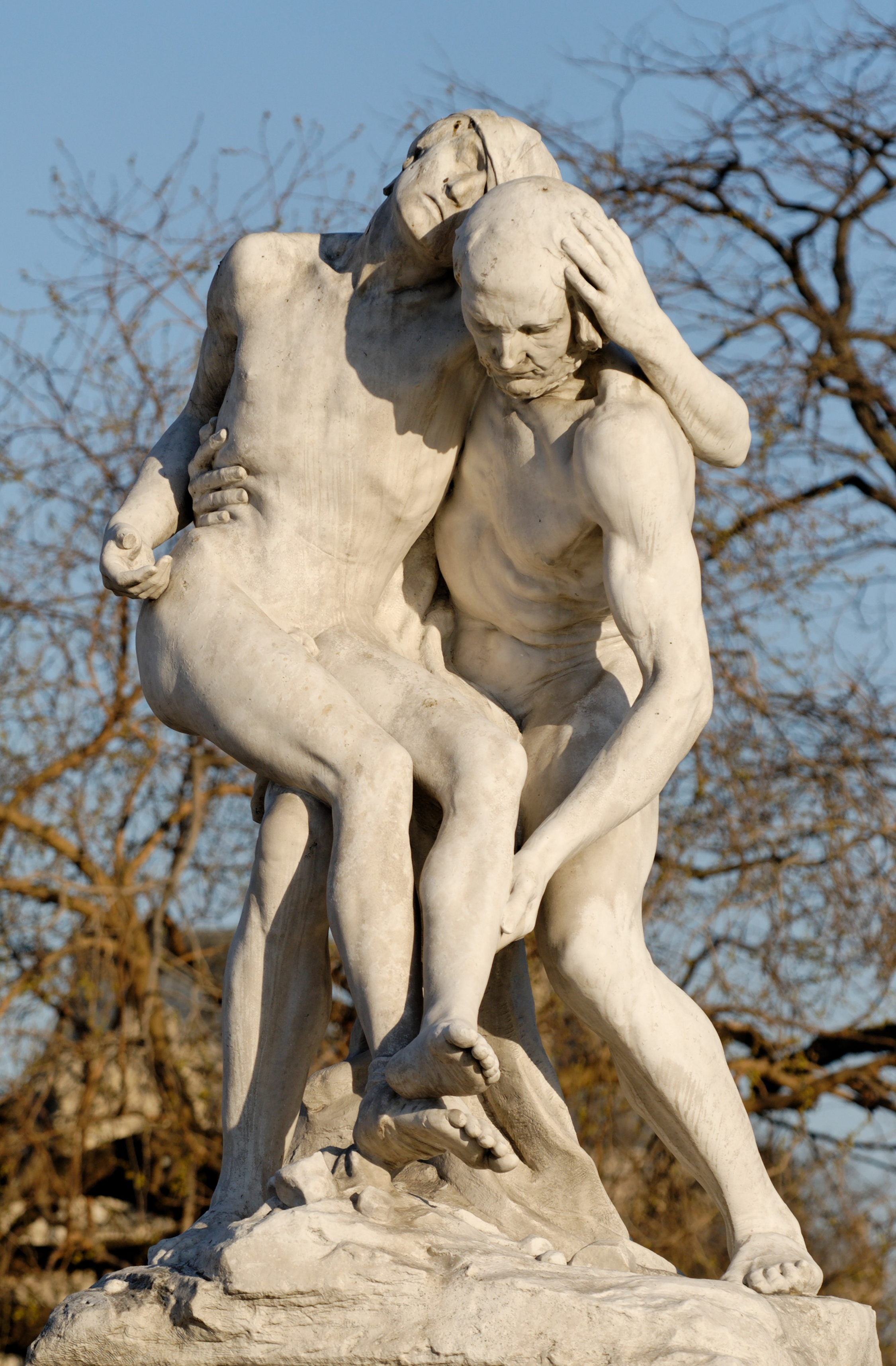
착한 사마리아인이 부상을 당한 여행자를 구조하고 있는 모습을 표현한 조각상

착한 사마리아인의 법(Good Samaritan Law) 또는 선한 사마리아인의 법은 위험에 처한 사람을 구조하게 됨으로 생기는 법적 문제 또는 실수등으로부터 구조자를 보호하기 
한 법이다.  위험에 처한 사람을 구조하지 않으므로 처벌받는 구출의무법, 구조거부죄 또는 불구조죄와 완전히 다르며 혼동하지 말아야 한다. 이 법의 목적은 사람들이 치료에 실수를 할 경우 법적 영향을 받을 것이라는 두려움 때문에 도움이 필요한 위급한 사람을 돕는것을 꺼리지 않도록 하는것이다.

## 유래
신약성경 루카 복음서 10장 30절~37절에서 유래된 것이다.
어떤 사람이 예루살렘에서 여리고로 내려가다가 강도를 만나게 된다. 제사장, 레위인은 이 다친 사람을 보고 지나가게 되지만 유대인들에게 멸시당하며 사는 사마리아인은 이를 보고 구제해준다. 이러한 선한 사람의 행동이 실수 또는 법적 오해로 인하여 처벌받거나 피해를 받아서는 안된다란 취지이다.

## 사례

### 대한민국에서의 사례
전 프로야구 선수 임수혁이 제대로 응급처치를 받지 못해 식물인간이 된 것이 큰 화제가 됐었다. 대한민국 국회에서도 2008년 5월 23일 착한 사마리아인 법의 취지를 수용하여 응급처치를 하다 본의 아닌 과실로 인해 환자를 사망에 이르게 했거나 손해 또는 신체적 부상을 입힌 경우 민형사상의 책임을 감경 또는 면제한다는 '응급의료에 관한 법률(구호자보호법)'이 2008년 6월 13일 개정되어 2008년 12월 14일부터 시행되고 있다. 어떤 국가는 외면에 대한 처벌 규정이 있는 반면 대한민국의 착한 사마리아인 법의 경우, 외면에 대한 처벌 규정은 없고 선한 취지의 행위를 장려하기 위한 면책 규정이라는 점에서 다른 나라들의 법과는 차이가 있다.
응급의료에 관한 법률 제5조의 2(선의의 응급의료에 대한 면책)
생명이 위급한 응급환자에게 다음 각 호의 어느 하나에 해당하는 응급의료 또는 응급처치를 제공하여 발생한 재산상 손해와 사상(死傷)에 대하여 고의 또는 중대한 과실이 없는 경우 그 행위자는 민사책임과 상해(傷害)에 대한 형사책임을 지지 아니하며 사망에 대한 형사책임은 감면한다.
1. 다음 각 목의 어느 하나에 해당하지 아니하는 자가 한 응급처치
가. 응급의료종사자
나. 「선원법」 제86조에 따른 선박의 응급처치 담당자, 「119구조ㆍ구급에 관한 법률」제10조에 따른 구급대 등 다른 법령에 따라 응급처치 제공의무를 가진 자
2. 응급의료종사자가 업무수행 중이 아닌 때 본인이 받은 면허 또는 자격의 범위에서 한 응급의료
3. 제1호나목에 따른 응급처치 제공의무를 가진 자가 업무수행 중이 아닌 때에 한 응급처치

### 드라마에서의 사례
SBS에서 2004년부터 2005년까지 방영된 월화드라마 《러브스토리 인 하버드》에서는 선한 사마리안 법을 인용하였다. 식당에서 스테이크를 먹다가 기도폐쇄로 갑작스럽게 호흡 곤란을 일으킨 환자를 발견한 의대생 이수인(김태희 분)이 아직 전문적인 의술을 실제 환자에게 행하는 것이 불가한 학생 신분임에도 불구하고 응급시술을 행하여 징계위원회에 회부된다. 이때 법대생 김현우(김래원 분)가 착한 사마리아인의 법을 들며 이수인을 구하는 장면이 있기도 하다.

## 같이 보기
- 방관자 효과
- 구조의무
- 주의의무